# Ranunculus alpestris
Ranunculus alpestris — вид квіткових рослин родини жовтецевих (Ranunculaceae). Ареал: Австрія, Словаччина, Франція, Німеччина, Ліхтенштейн, Італія, Польща, Румунія, Іспанія, Швейцарія, Хорватія, Словенія.

## Екологія
Зростає на скелях і осипах, на вапняках і силікатах, в діапазоні від гір до альпійського рівня.

## Морфологічна характеристика
Багаторічна трав'яниста гола блискуча рослина 5–15 см. Кореневище коротке. Стебло пряме, жолобчасте. Приземні листки короткочерешкові, (4)5–14(20) × 6–15(22) мм, в обрисі округлі або ниркоподібні, 3–5-лопатеві, стеблові — зазвичай 2, прості або 3-роздільні, довгасті, лінійні. квітки по 2–3, 11–25 мм у діаметрі, зазвичай поодинокі, пелюстки віночка білі, 5–8 мм, часто виїмчасті або розщеплені та неправильні. Чашолистки червонувато-коричневі. Плід — куляста сім'янка (1)1.5–2.3(2.5) мм, з дзьобиком 0.5–0.7 мм. 2n = 16.

## Застосування
Культивується як декоративна рослина, особливо підходить для альпінаріїв, де може рости не тільки в ґрунті, а й між камінням.